# Ібрамовиці
Ібрамовиці (пол. Ibramowice) — село в Польщі, у гміні Палечниця Прошовицького повіту Малопольського воєводства.
Населення — 182 особи (2011).
У 1975-1998 роках село належало до Келецького воєводства.

## Демографія
Демографічна структура станом на 31 березня 2011 року:
|          | Загалом | Допрацездатний вік | Працездатний вік | Постпрацездатний вік |
| -------- | ------- | ------------------ | ---------------- | -------------------- |
| Чоловіки | 91      | 19                 | 64               | 8                    |
| Жінки    | 91      | 17                 | 52               | 22                   |
| Разом    | 182     | 36                 | 116              | 30                   |